# William Sherwin (graveur)
Pour les articles homonymes, voir William Sherwin et Sherwin.
William Sherwin, né vers 1645 à Wallington dans le Hertfordshire, et mort vers 1709-1711, est un graveur anglais en manière noire.

## Biographie
William Sherwin est le fils de William Sherwin (1607-c.1687), ecclésiastique de l'Église d'Angleterre, et de son épouse Dorothea Swan. Il est né à Wallington dans le Hertfordshire, où son père était recteur, vers 1645.
Certains biographes prétendent que William Sherwin est élève de Prince Rupert, d'autres déclarent qu'on ne lui connaît pas de maître. Il grave des sujets religieux et des portraits. Il est nommé graveur du roi.
Il est inventeur d'une méthode[Laquelle ?] de manière noire.
Entre 1670 et 1711, il grave au trait un certain nombre de portraits, dont les meilleurs ont un mérite considérable, et tous sont intéressants en raison de leur rareté et de leurs sujets. Il s'agit de grandes planches de Charles II, de la reine Catherine, de Prince Rupert, de lord Gérard de Brandon, de la duchesse de Cleveland et de Slingsby Bethel (en), et de diverses petites planches préfixées aux livres. Il grave le titre des " Triomphes de la vengeance de Dieu contre le meurtre " de Reynolds, 1670, plusieurs des planches de l'" Histoire du couronnement de Jacques II " de Sandford, 1687, et les portraits du Dr William Sermon, préfixés à ses œuvres. Sherwin est l'un des premiers ouvriers de la mezzotint, instruit dans la pratique par le prince Rupert, auquel il dédie une paire de grands portraits de Charles II et de sa reine gravés selon cette méthode; le premier porte la date 1669, la plus ancienne découverte sur une mezzotint anglaise. Parmi ses autres planches mezzotintes figurent des portraits du duc d'Albemarle, d'Elizabeth Cavendish, de la duchesse d'Albemarle, d'Adrian Beverland et de plusieurs personnalités royales. Sherwin semble avoir travaillé principalement à partir de ses propres dessins. Sur l'empreinte de son père, datée de 1672, il se nomme lui-même graveur du roi par brevet. Il épouse Elizabeth Pride, petite-nièce et pupille de George Monck, duc d'Albemarle, dont elle est finalement devenue l'héritière, et il existe un pedigree des Moncks of Potheridge gravé par Sherwin expressément pour montrer la revendication de son épouse à ce poste. Il est censé être mort vers 1714.